# Forte do Bom Jesus (Vila de São Sebastião)

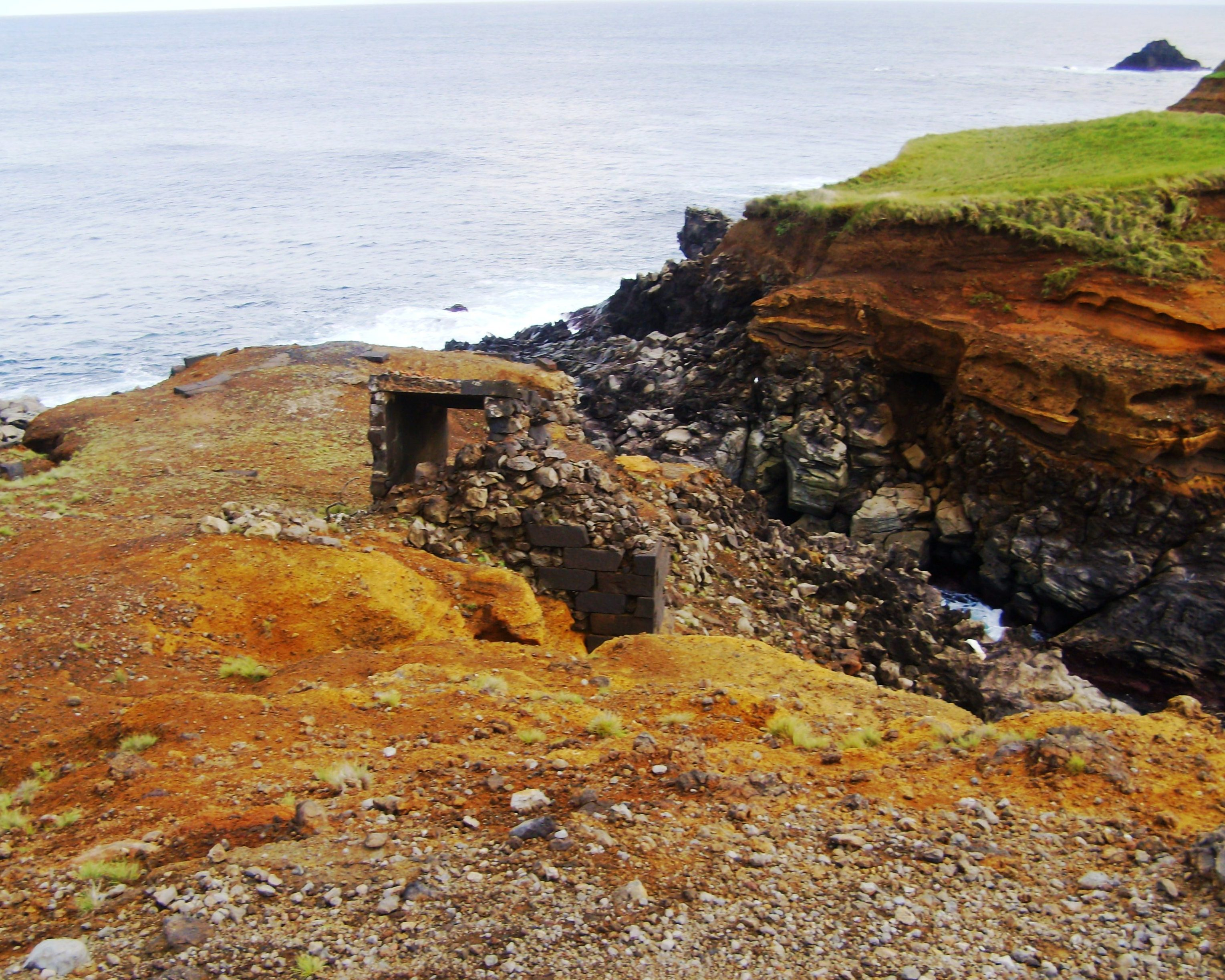
Forte do Bom Jesus, Terceira

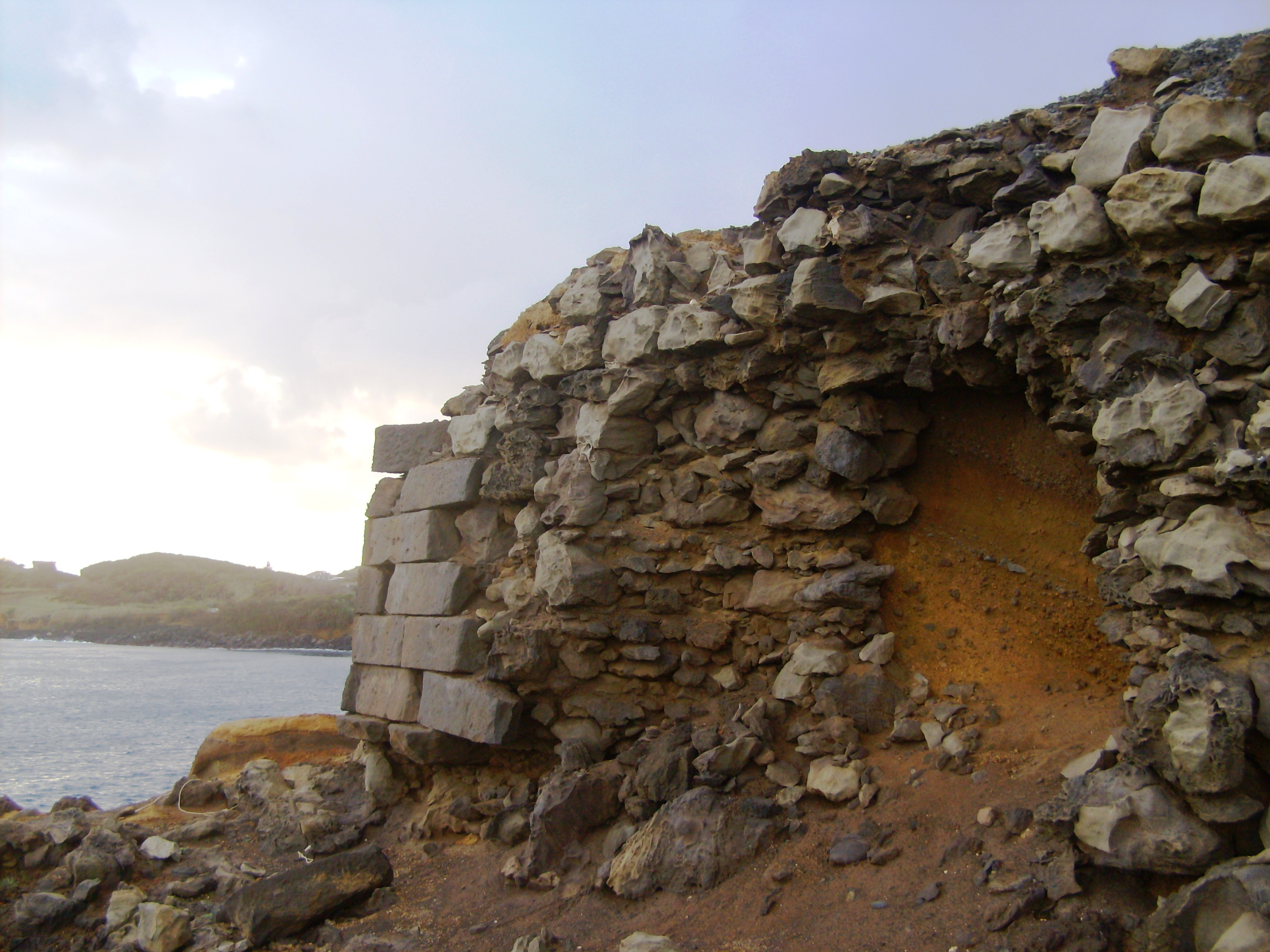
Forte do Bom Jesus

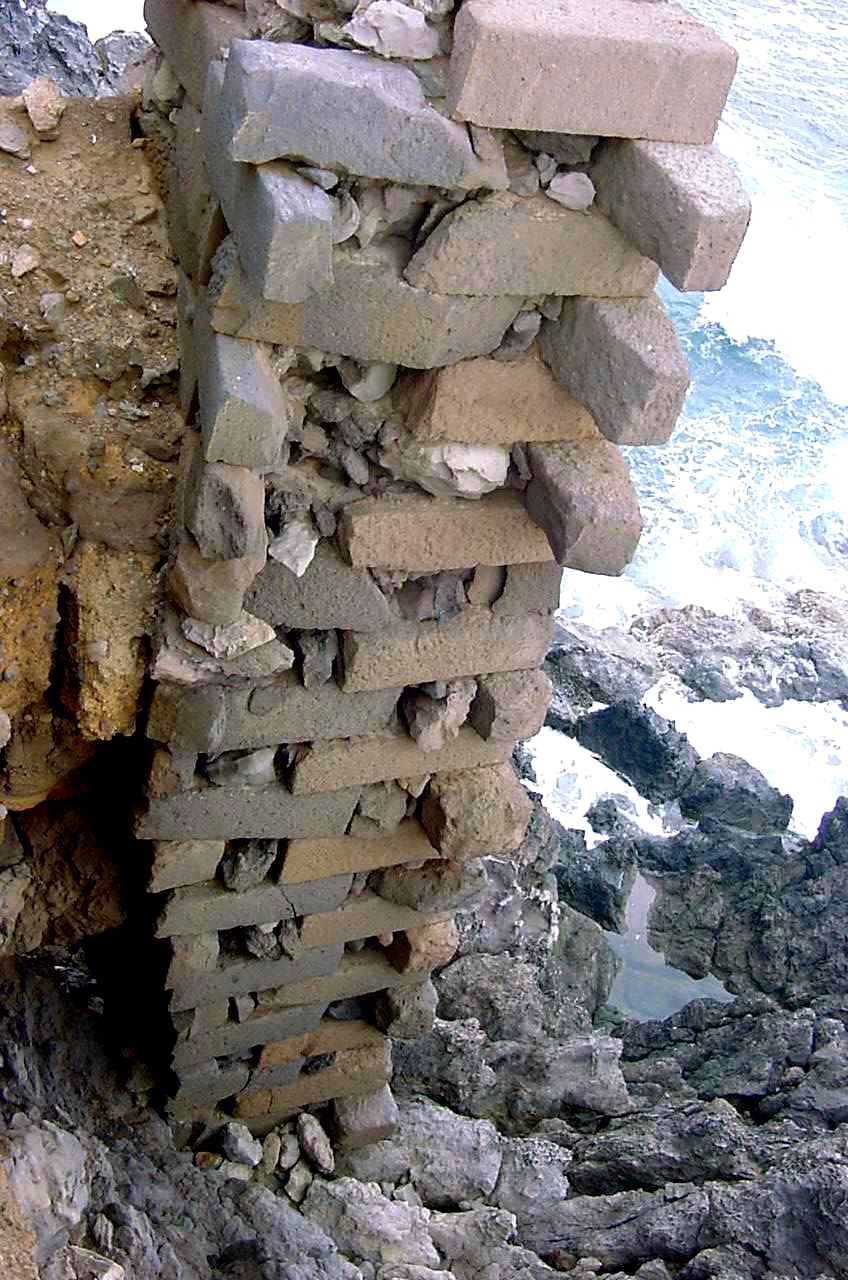
Forte do Bom Jesus (maio de 2006)

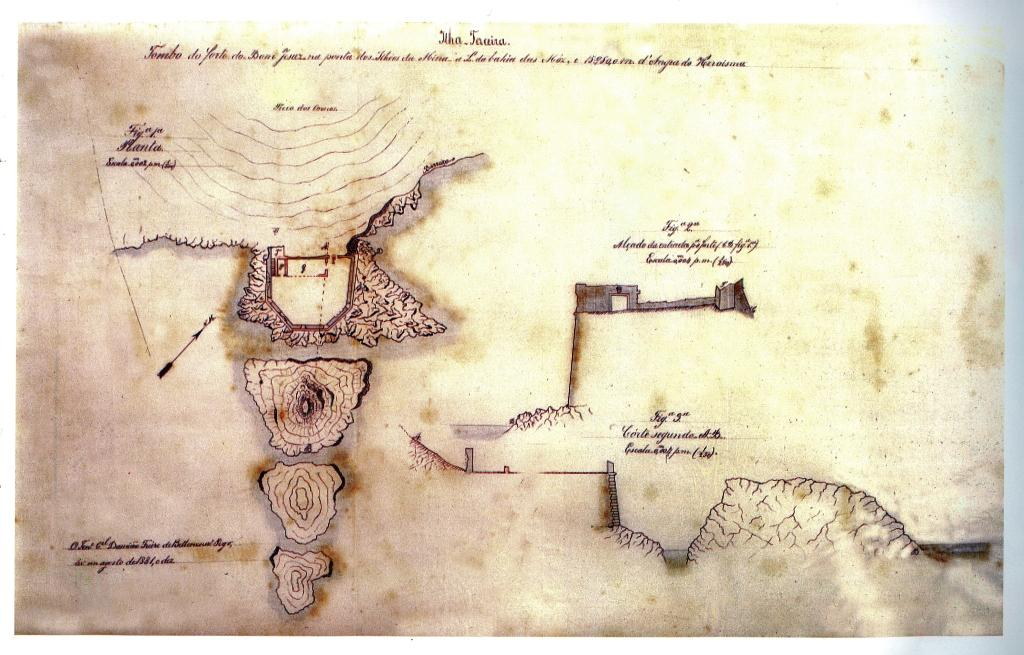
Planta do Forte do Bom Jesus (Damião Pego, Agosto de 1881).

O Forte do Bom Jesus localiza-se na encosta do pico dos Cornos, fronteira ao ilhéu da Mina, na freguesia da Vila de São Sebastião, concelho de Angra do Heroísmo, na costa sul da ilha Terceira, nos Açores.
Em posição dominante sobre este trecho do litoral, constituiu-se em uma fortificação destinada à defesa deste ancoradouro contra os ataques de piratas e corsários, outrora frequentes nesta região do oceano Atlântico. Cruzava fogos com o Forte de Santa Catarina das Mós a oeste, na defesa da baía das Mós, e com os fortes do Pesqueiro dos Meninos e do Porto Novo (ou de São Sebastião, desaparecido), a este, na defesa da baía do Porto Novo.

## História
Foi uma das fortificações erguidas na Terceira no contexto da crise de sucessão de 1580 pelo então corregedor dos Açores, Ciprião de Figueiredo e Vasconcelos, conforme o plano de defesa da ilha elaborado por Tommaso Benedetto em 1567, após o ataque do corsário francês Pierre Bertrand de Montluc ao Funchal (outubro de 1566), intentado e repelido em Angra no mesmo ano (1566):
"Não havia naquele tempo [Crise de sucessão de 1580] em toda a costa da ilha Terceira alguma fortaleza, excepto aquela de S. Sebastião, posto que em todas as cortinas do sul se tivessem feito alguns redutos e estâncias, nos lugares mais susceptíveis de desembarque inimigo, conforme a indicação e plano do engenheiro Tomás Benedito, que nesta diligência andou desde o ano de 1567, depois que, no antecedente de 1566, os franceses, comandados pelo terrível pirata Caldeira, barbaramente haviam saqueado a ilha da Madeira, e intentado fazer o mesmo nesta ilha, donde parece que foram repelidos à força das nossas armas."
A seu respeito, DRUMMOND registou:
"Dentro da baía, ou casa, das Mós, que é a mais profunda da ilha, e onde estão os ilhéus da Mina, bem conhecidos nas cartas marítimas, edificou-se o forte da Greta; e o de Santa Catarina, aos quais pela sua posição e construção bem podíamos chamar castelos; e se lhe fez uma forte muralha com que se fechou aquela cortina, como ainda hoje atestam os fortes vestígios ali existentes; e entre os ilhéus fez-se um baluarte, no lugar em que pelos anos em diante a Câmara de Angra mandou construir a fortaleza do Bom Jesus."
À época da Restauração Portuguesa (1640) não se encontra referido na descrição do episódio do desembarque das forças do capitão espanhol D. Luís Peres de Viveiros (20 de junho de 1641), irmão do general D. Álvaro de Viveiros, governador do Castelo de São Filipe e que vinha de Espanha em seu socorro, tendo sido derrotado em terra pelos habitantes da Terceira. Por essa razão, os oficiais da Câmara de Angra, determinaram a reconstrução dessa defesa, concluída em 1644 e colocada sob a invocação do Bom Jesus.
No contexto da Guerra da Sucessão Espanhola (1702-1714) encontra-se referido como "O Forte do Bom Jesus." na relação "Fortificações nos Açores existentes em 1710".
Com a instalação da Capitania Geral dos Açores, o seu estado foi assim reportado em 1767:
"11º - Forte do bom Jesus. Foi reformado de novo, tem oito canhoneiras e quatro peças de ferro boas com os seus reparos capazes; precisa mais quatro peças com os seus reparos e para se guarnecer precisa oito artilheiros e trinta e dois auxiliares."
Encontra-se referido como "10. Forte do Bom Jezus ultimo da B.ª das mós" no relatório "Revista aos fortes que defendem a costa da ilha Terceira", do Ajudante de Ordens Manoel Correa Branco (1776), que apenas assinala: "Tambem se acha redificado de novo, náo careçe de obra algua."
Dele existe alçado e planta ("Forte do Bom Jezus") na "Colecção de Plantas e Alçados de 32 Fortalezas dos Açores, por Joze Rodrigo d'Almeida em 1806".
A "Relação" do marechal de campo Barão de Bastos em 1862 localiza-o na freguesia de Porto Judeu e informa que se encontra incapaz desde muitos anos.
No tombo de 1881 foi encontrado abandonado e em ruínas.
Arruinada em grande parte devido à erosão, atualmente subsistem vestígios da estrutura, em precário estado de conservação, e em risco de derrocada, estando apenas segura por parte do alicerce.
São identificáveis uma estrutura de planta retangular com teto, ainda com vestígios de telha e um alinhamento da antiga muralha, pelo lado norte. Da parte este subsiste um pequeno lanço da muralha, embora muito mau estado, com cerca de 2,75 metros de espessura. Em alguns pontos do terrapleno ainda se observa o antigo lajeado.
A partir de janeiro de 2012 passou a ser utilizado nas atividades de Geocaching.

## Características
Fortificação do tipo abaluartado, apresenta planta no formato pentagonal, adaptado à rocha sobre a qual se ergue. A sua área construída era de 380 metros quadrados.
Em suas muralhas abriam-se seis canhoneiras. Possuía um torreão para a fuzilaria, um paiol abobadado para a pólvora e casa para a guarnição. Por sobre o portão, encontrava-se a pedra de armas e uma inscrição epigráfica onde, no último quartel do século XIX ainda se conseguia ler a data de 1644.